# Fédération congolaise des jeux d'échecs
La Fédération congolaise des jeux d'échecs est l'organisme qui a pour but de promouvoir la pratique des échecs en République démocratique du Congo. Le siège de la fédération est situé à Kinshasa.
La Fédération congolaise des jeux d'échecs est affiliée à la Fédération internationale des échecs et membre de l'Association internationale des échecs francophones.